# Viviane Tripodi
Viviane Tripodi nascida em Salvador (Bahia), é uma cantora brasileira de axé.
Em 2022 passou a integrar a banda Vingadora tendo função de vocalista.

## História

### Biografia
Filha do carnavalesco Alberto Tripodi, a cantora de axé music, participa todos os anos do Carnaval de Salvador.

### Carreira
Começou sua carreira aos sete anos, quando gravou seu primeiro LP, e aos nove anos cantava em trios elétricos, animando multidões ao som dos ritmos mais frenéticos.
Em 2003 fez turnê em Portugal, lançando o CD Tomara Que Caia.
Ganhou em 2007 o Troféu Dodô e Osmar como cantora revelação ,além de ser denominada pela mais tradicional revista de Carnaval da Bahia, a Revista Exclusiva como a "Princesinha do Axé". Dona de uma voz forte e melodiosa, Viviane ,uma linda mulher, faz shows durante o ano na Bahia e em outros estados. 
Em 2022 passou a integrar passou a integrar a Banda Vingadora tendo a função de vocalista. No dia 22 de janeiro de 2023 a banda fez o primeiro show com a cantora na formação, este show aconteceu em Salvador.

## Discografia
2003 Tomara Que Caia

## Prêmio
- 2007 Troféu Dodô e Osmar na categoria cantora revelação.